# Domprix
Domprix est une commune française située dans le département de Meurthe-et-Moselle en région Grand Est.

## Géographie
Composée de Domprix et Bertrameix.
|                    | Xivry-Circourt | Preutin-Higny |
| Avillers           | Domprix        | Landres       |
| Bouligny (Moselle) |                | Piennes       |

### Hydrographie

#### Réseau hydrographique
La commune est dans le bassin versant de la Meuse au sein du bassin Rhin-Meuse. Elle est drainée par le ruisseau la Pienne,.
La Pienne, d'une longueur de 17 km, prend sa source dans la commune de Piennes et se jette  dans la Crusnes à Mercy-le-Bas, après avoir traversé sept communes. 

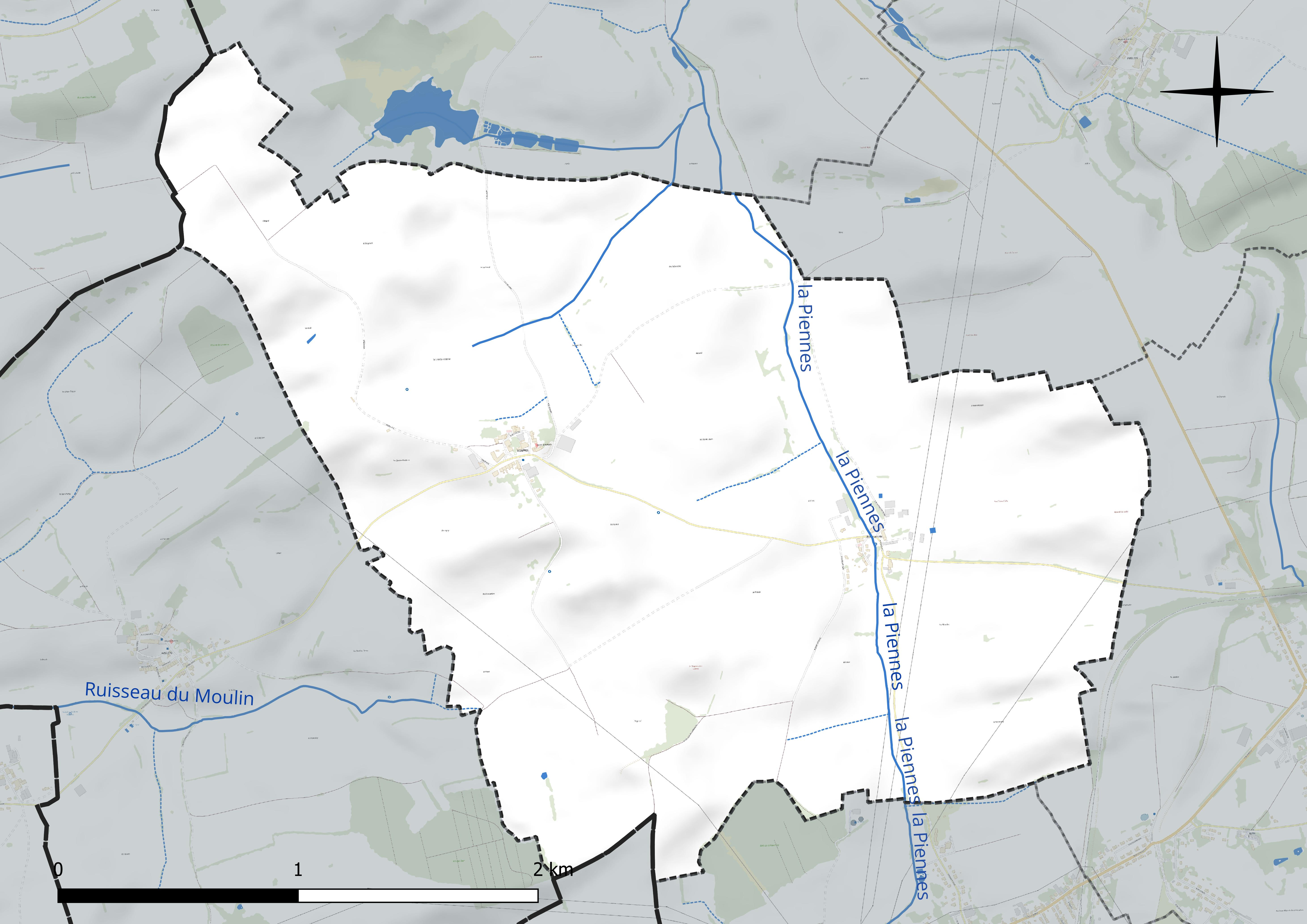
Réseau hydrographique de Domprix.

#### Gestion et qualité des eaux
Le territoire communal est couvert par le schéma d'aménagement et de gestion des eaux (SAGE) « Bassin ferrifère ». Ce document de planification concerne le périmètre des anciennes galeries des mines de fer, des aquifères et des bassins versants hydrographiques associés qui s’étend sur 2 418 km2. Les bassins versants concernés sont celui de la Chiers en amont de la confluence avec l'Othain, et ses affluents (la Crusnes, la Pienne, l'Othain), celui de l'Orne et ses affluents et celui de la Fensch, le Veymerange, la Kiesel et les parties françaises du bassin versant de l'Alzette et de ses affluents (Kaylbach, ruisseau de Volmerange). Il a été approuvé le 27 mars 2015. La structure porteuse de l'élaboration et de la mise en œuvre est la région Grand Est. 
La qualité des cours d’eau peut être consultée sur un site dédié géré par les agences de l’eau et l’Agence française pour la biodiversité. 

### Climat
Pour des articles plus généraux, voir Climat du Grand Est et Climat de Meurthe-et-Moselle.
En 2010, le climat de la commune est de type climat de montagne, selon une étude du Centre national de la recherche scientifique s'appuyant sur une série de données couvrant la période 1971-2000. En 2020, Météo-France publie une typologie des climats de la France métropolitaine dans laquelle la commune est exposée à un climat semi-continental et est dans la région climatique  Lorraine, plateau de Langres, Morvan, caractérisée par un hiver rude (1,5 °C), des vents modérés et des brouillards fréquents en automne et hiver. 
Pour la période 1971-2000, la température annuelle moyenne est de 9,3 °C, avec une amplitude thermique annuelle de 16,3 °C. Le cumul annuel moyen de précipitations est de 877 mm, avec 13 jours de précipitations en janvier et 9,2 jours en juillet. Pour la période 1991-2020, la température moyenne annuelle observée sur la station météorologique de Météo-France la plus proche, « Rouvres-en-woevre », sur la commune de Rouvres-en-Woëvre à 13 km à vol d'oiseau, est de 10,8 °C et le cumul annuel moyen de précipitations est de 668,3 mm. 
La température maximale relevée sur cette station est de 40,2 °C, atteinte le 24 juillet 2019 ; la température minimale est de −15,4 °C, atteinte le 7 février 2012,,. 
Les paramètres climatiques de la commune ont été estimés pour le milieu du siècle (2041-2070) selon différents scénarios d'émission de gaz à effet de serre à partir des nouvelles projections climatiques de référence DRIAS-2020. Ils sont consultables sur un site dédié publié par Météo-France en novembre 2022.

## Urbanisme

### Typologie
Au 1er janvier 2024, Domprix est catégorisée commune rurale à habitat très dispersé, selon la nouvelle grille communale de densité à sept niveaux définie par l'Insee en 2022.
Elle est située hors unité urbaine et hors attraction des villes,.

### Occupation des sols
L'occupation des sols de la commune, telle qu'elle ressort de la base de données européenne d’occupation biophysique des sols Corine Land Cover (CLC), est marquée par l'importance des territoires agricoles (99,7 % en 2018), une proportion identique à celle de 1990 (99,7 %). La répartition détaillée en 2018 est la suivante : 
terres arables (76,6 %), prairies (23,1 %), forêts (0,3 %). L'évolution de l’occupation des sols de la commune et de ses infrastructures peut être observée sur les différentes représentations cartographiques du territoire : la carte de Cassini (XVIIIe siècle), la carte d'état-major (1820-1866) et les cartes ou photos aériennes de l'IGN pour la période actuelle (1950 à aujourd'hui).

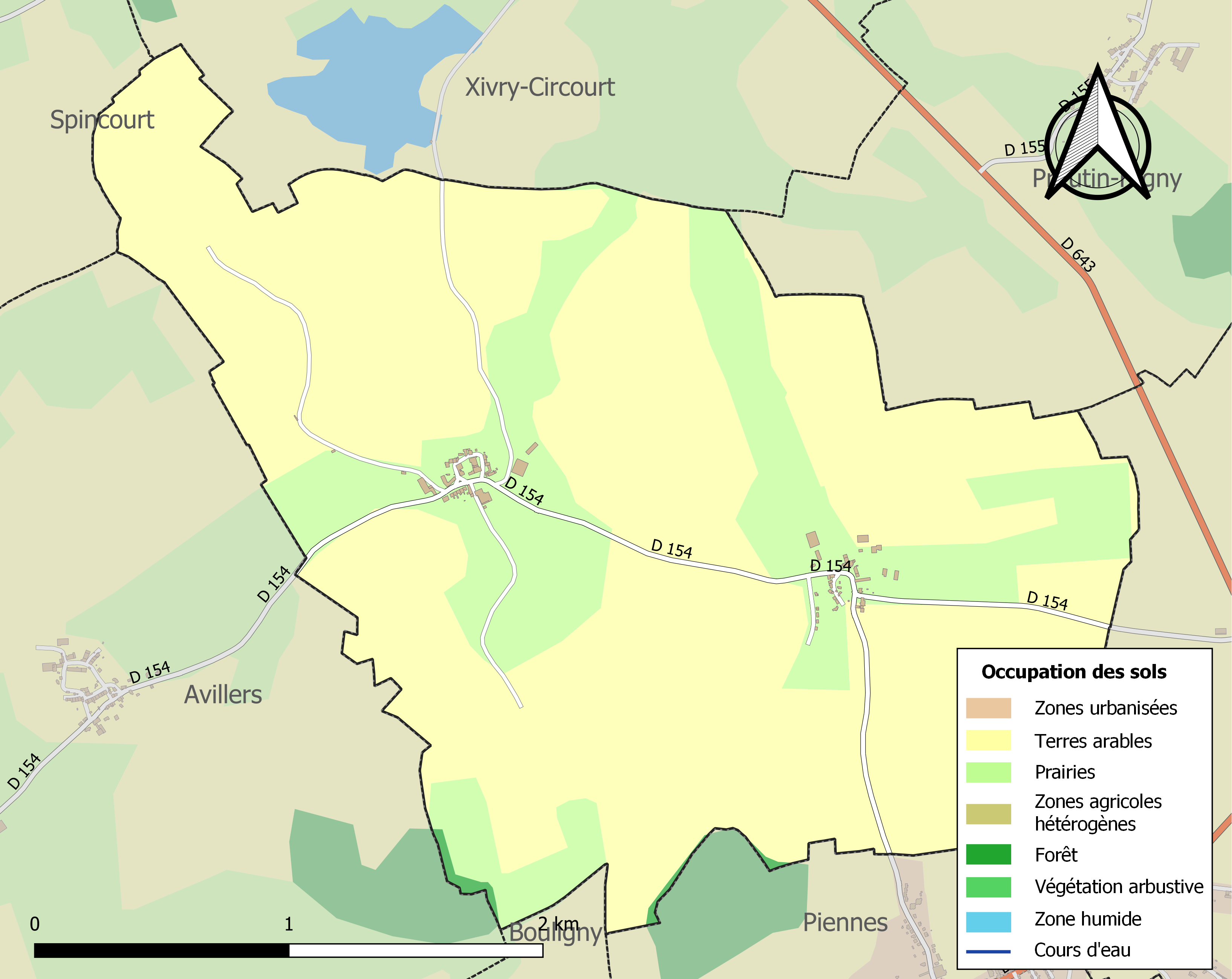
Carte des infrastructures et de l'occupation des sols de la commune en 2018 (CLC).

## Toponymie
Le nom de la localité est attesté sous les formes Ad Domnum Agericum (1049) ; Dompmarie (1316) ; Dommarie (1356) ; Dommarie (1357) ; Dommary (1509) ; Dommery (1656) ; Domery ou mieux Dom Airy (1745) ; Dom-ry, Domnus Ryus (1749) ; Domery ou Domnpry (1779) ; Domna Maria ?  Dommus Agericus ?.

Domprix est un hagiotoponyme caché du bas latin domnus et le nom du saint, Agericus : « saint Airy » ; Domp-airy s'est contracté en Domprix.

## Histoire
Les communes de Domprix et de Bertrameix ont été réunies le 27 janvier 1812.
- En 1817, Domprix, village de l'ancienne province du Barrois. À cette époque il y avait 117 habitants répartis dans 21 maisons.
- En 1817, Bertrameix, village de l'ancienne province du Barrois. À cette époque il y avait 52 habitants répartis dans neuf maisons.

## Politique et administration
| Période                                  | Période  | Identité                                            | Étiquette | Qualité                             |
| ---------------------------------------- | -------- | --------------------------------------------------- | --------- | ----------------------------------- |
| Les données manquantes sont à compléter. |          |                                                     |           |                                     |
| avant 1988                               | ?        | Camille Colin                                       |           |                                     |
| mars 2001                                | En cours | Philippe Fischesser, Réélu pour le mandat 2020-2026 |           | Agriculteur sur grande exploitation |

## Population et société

### Démographie
L'évolution du nombre d'habitants est connue à travers les recensements de la population effectués dans la commune depuis 1793. Pour les communes de moins de 10 000 habitants, une enquête de recensement portant sur toute la population est réalisée tous les cinq ans, les populations de référence des années intermédiaires étant quant à elles estimées par interpolation ou extrapolation. Pour la commune, le premier recensement exhaustif entrant dans le cadre du nouveau dispositif a été réalisé en 2004.

En 2022, la commune comptait 99 habitants, en évolution de +17,86 % par rapport à 2016 (Meurthe-et-Moselle : −0,13 %, France hors Mayotte : +2,11 %).
| 1793 | 1800 | 1806 | 1821 | 1836 | 1841 | 1861 | 1866 | 1872 |
| ---- | ---- | ---- | ---- | ---- | ---- | ---- | ---- | ---- |
| 136  | 101  | 120  | 148  | 189  | 192  | 204  | 208  | 195  |

| 1876 | 1881 | 1886 | 1891 | 1896 | 1901 | 1906 | 1911 | 1921 |
| ---- | ---- | ---- | ---- | ---- | ---- | ---- | ---- | ---- |
| 187  | 181  | 172  | 168  | 162  | 149  | 155  | 153  | 76   |

| 1926 | 1931 | 1936 | 1946 | 1954 | 1962 | 1968 | 1975 | 1982 |
| ---- | ---- | ---- | ---- | ---- | ---- | ---- | ---- | ---- |
| 86   | 98   | 101  | 88   | 84   | 105  | 100  | 105  | 95   |

| 1990 | 1999 | 2004 | 2006 | 2009 | 2014 | 2019 | 2022 | - |
| ---- | ---- | ---- | ---- | ---- | ---- | ---- | ---- | - |
| 65   | 59   | 80   | 80   | 69   | 80   | 93   | 99   | - |

## Culture locale et patrimoine

### Lieux et monuments

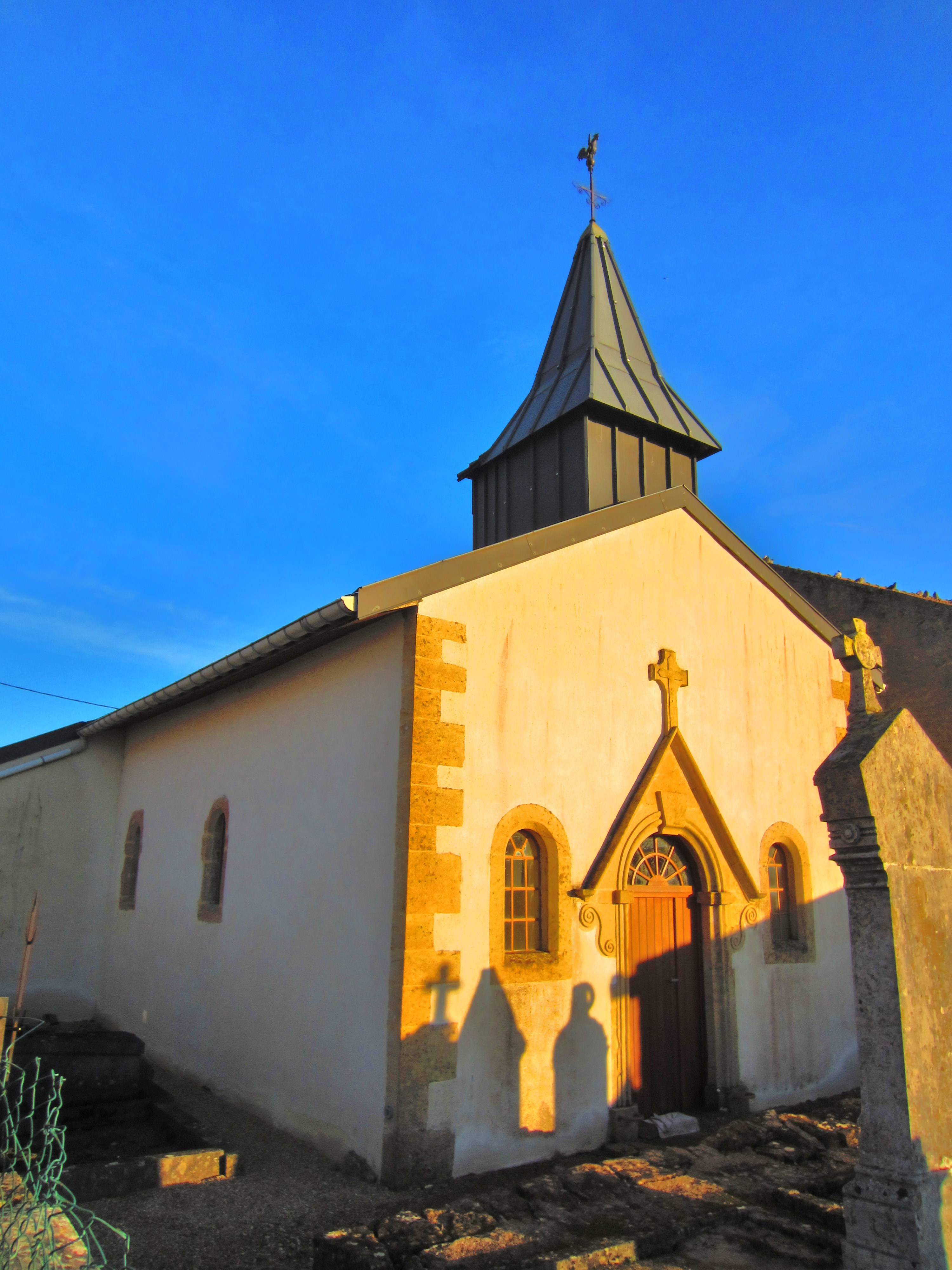
Église paroissiale Saint-Nicolas à Bertrameix.

- Église paroissiale Saint-Jean-Baptiste à Domprix construite au XIIe siècle avec chœur et parties inférieures de la nef de cette époque. Nef du XVIe siècle surélevée pour l'aménagement d'un refuge. Remaniée au XVIIIe siècle. Armoire eucharistique du XVIe siècle sur la face est du chœur repercé au XVIe siècle.
- Église paroissiale Saint-Nicolas à Bertrameix construite au XIIe siècle, dont il subsiste le chœur et le mur sud de la nef. Chœur revoûté au XVIe siècle, en même temps qu'est reconstruit l'arc triomphal. Mur nord de la nef reconstruit au XVIIe siècle, en même temps que sont repercées les fenêtres du chœur et celles du mur sud de la nef. Façade occidentale reconstruite au XIXe siècle.

### Héraldique, logotype et devise
| Blason de Domprix | Blason  | D'or aux trois pals de gueules.                  |
| Blason de Domprix | Détails | Le statut officiel du blason reste à déterminer. |